# Oleg Dmitriev
Oleg Sergeevič Dmitriev (in russo Олег Сергеевич Дмитриев?; Vjaz'ma, 18 novembre 1995) è un calciatore russo, centrocampista del Volgar' Astrachan'.

## Carriera
Il 17 luglio 2022 ha esordito in Prem'er-Liga con il Fakel Voronež, disputando l'incontro pareggiato 2-2 contro il Krasnodar.

## Statistiche

### Presenze e reti nei club
Statistiche aggiornate al 7 agosto 2022.
| Stagione        | Squadra          | Campionato      | Campionato | Campionato | Coppe nazionali | Coppe nazionali | Coppe nazionali | Coppe continentali | Coppe continentali | Coppe continentali | Altre coppe | Altre coppe | Altre coppe | Totale | Totale |
| Stagione        | Squadra          | Comp            | Pres       | Reti       | Comp            | Pres            | Reti            | Comp               | Pres               | Reti               | Comp        | Pres        | Reti        | Pres   | Reti   |
| --------------- | ---------------- | --------------- | ---------- | ---------- | --------------- | --------------- | --------------- | ------------------ | ------------------ | ------------------ | ----------- | ----------- | ----------- | ------ | ------ |
| feb.-giu. 2015  | Orël             | 2D              | 6          | 0          | CR              | -               | -               |                    | -                  | -                  |             | -           | -           | 6      | 0      |
| set.-dic. 2015  | Atlantas         | A               | 7          | 0          | CL              | 2               | 0               | UEL                | -                  | -                  |             | -           | -           | 9      | 0      |
| 2016            | Atlantas         | A               | 25         | 2          | CL              | 1               | 1               | UEL                | 2                  | 0                  |             | -           | -           | 28     | 3      |
| gen.-lug. 2017  | Atlantas         | A               | 14         | 4          | CL              | 0               | 0               | UEL                | 0                  | 0                  |             | -           | -           | 14     | 4      |
| 2017-mar. 2018  | Baltika          | 1D              | 4          | 0          | CR              | 0               | 0               |                    | -                  | -                  |             | -           | -           | 4      | 0      |
| mar.-ago. 2018  | Spartaks Jūrmala | VL              | 15         | 1          | CL              | 2               | 3               | UCL+UEL            | 2+2                | 0                  |             | -           | -           | 21     | 4      |
| 2018-feb. 2019  | Baltika          | 1D              | 15         | 0          | CR              | 2               | 0               |                    | -                  | -                  |             | -           | -           | 17     | 0      |
| feb.-giu. 2019  | Urožaj           | 2D              | 12         | 2          | CR              | -               | -               |                    | -                  | -                  |             | -           | -           | 12     | 2      |
| 2019-2020       | Fakel Voronež    | 1D              | 26         | 2          | CR              | 0               | 0               |                    | -                  | -                  |             | -           | -           | 26     | 2      |
| 2020-2021       | Fakel Voronež    | 1D              | 35         | 7          | CR              | 0               | 0               |                    | -                  | -                  |             | -           | -           | 35     | 7      |
| 2021-2022       | Fakel Voronež    | 1D              | 34         | 0          | CR              | 3               | 0               |                    | -                  | -                  |             | -           | -           | 37     | 0      |
| 2022-2023       | Fakel Voronež    | PL              | 4          | 0          | CR              | 0               | 0               |                    | -                  | -                  |             | -           | -           | 4      | 0      |
| Totale carriera | Totale carriera  | Totale carriera | 197        | 18         |                 | 10              | 4               |                    | 6                  | 0                  |             | -           | -           | 213    | 22     |